# Spitzberg (Coswig)
Der Spitzberg bei Coswig in Sachsen bildet eine der höchsten Erhebungen des südlichen Friedewaldes.

## Lage und Umgebung
Der Spitzberg erhebt sich als westlichen Talhang über dem Spitzgrund, durch den die Lockwitz fließt, die zuvor am Rückhaltebecken Spitzgrundteich (genau wie an den Zimmermannschen Teichen) angestaut wird. Die Erhebung liegt unmittelbar nördlich von Coswig und ragt teilweise in das Siedlungsgebiet hinein. Direkt an seinem Fuß befindet sich das Schloss Coswig.
Auf dem Gipfel befindet sich ein Triangulationspfeiler, der zur Vermessung dient.

## Aussicht
Vom Gipfel erhält man einen Blick über das obere Elbtal zum Meißner Dom, Spaargebirge, linkselbische Höhen, Osterzgebirge. Auf dem Berg befindet sich ein von der IG Friedewald aufgebautes Hinweisschild zur Westlausitzer Störungszone, auf der sich der Spitzberg befindet.

## Natur
Die Hänge am Spitzberg sind mit Hainbuchen-Traubeneichen-Kiefern-Mischwald bestockt.
Der im unteren Bereich vorwiegend sandige Boden wird allerdings nur mit Kiefern sowie anderen Nadelhölzern bestockt. Typische Tierarten sind: Reh, Wildschwein und Rotfuchs.